# 商业广场 (南特)
商业广场（Place du Commerce），又名萨拉热窝广场（place Sarajevo），是法国南特市中心的一个广场。在中世纪称为酒码头广场（place du port au Vin），其南侧曾是卢瓦尔河的一条支流，海上商船贸易活跃。后来港口下移到拉佛斯滨河路一带，酒码头遂演变为主要金融中心，称为商业广场。联系菲多岛的菲多桥也被交易所桥取代。  
1640年南特商品交易所成立，1724年来此广场。18世纪下半叶建筑师Mathurin Crucy兴建了南特交易所（他还设计了格拉斯兰广场）。 
1851年，铁路修到南特，经过广场南侧的河岸，并在附近的拉佛斯滨河路东端设交易所车站（Gare de la Bourse）。 
1929年，为解决卢瓦尔河支流淤积和洪水定期淹没河运码头的问题，市政府决定填没卢瓦尔河的两条支流，开辟富兰克林罗斯福林荫道。 
1990年，为声援在南斯拉夫战争中遭到可怕围攻的萨拉热窝居民，广场更名为萨拉热窝广场。然而，正式名称仍然是商业广场。